# トヨタ・ピクシスジョイ
ピクシス ジョイ（PIXIS JOY）は、トヨタ自動車が販売していた軽トールワゴン及び、軽クロスオーバーSUVである。

## 型式 LA250A/LA260A型（2016年 - 2023年）

### 概要
完全子会社のダイハツ工業からOEM供給を受けて販売されているトヨタブランドの軽自動車「ピクシス」シリーズの第5弾で、軽乗用車では4車種目となる。キャストがベースで、キャスト アクティバをベースにした軽クロスオーバーSUV「ピクシス ジョイC」（PIXIS JOY C、CROSS OVER）、キャスト スタイルをベースにした軽トールワゴンのレトロ軽セダン風ファッション系モデル「ピクシス ジョイF」（PIXIS JOY F、FASHION）、キャスト スポーツをベースにした軽トールワゴンのスポーツ系モデル「ピクシス ジョイS」（PIXIS JOY S、SPORT）と、キャスト同様に3つの異なるタイプが設定される。
ピクシス スペース（2017年1月28日販売終了）やピクシス メガ同様に、SUBARU（旧・富士重工業）へのOEM供給モデルは存在しなかった。

### 年表
2016年8月31日
同日、発売。
グレード構成（名称は異なる）・装備内容・ボディカラー・車両本体価格はキャストと同様。エンブレム類が異なっており、キャストでは専用エンブレムが装着されているフロントエンブレムはトヨタのCIとなり、リアの車名エンブレムはキャストが右下に対し、左下に装着される。
2017年10月5日
一部改良。
同年10月4日に一部改良されたキャストに準じたもので、衝突回避支援システム「スマートアシストII」に替わり、歩行者も検知対象とする緊急ブレーキ機能や夜間での歩行者の早期発見に貢献するオートハイビームなど、先進安全機能を進化させた「スマートアシストIII」に変更（変更に伴い、「SA II」グレードは「SA III」に改称）。エクステリアは「C」と「F」でフロントグリルのデザインが変更され、「C」はハニカムデザインから横バーデザインに、「F」はメッシュパターンが変更された。
ボディカラーも入れ替えが行われ、モノトーンは「C」専用色の「トニコオレンジメタリック」が廃止され、「ブライトシルバーメタリック」は「C」・「F」専用色から「S」専用色に移行、「ディープブルークリスタルマイカ（メーカーオプション）」は「S」の設定が廃止され、「C」・「F」専用色に移行した。併せて、「C」には「オフビートカーキメタリック」と「レモンスカッシュクリスタルメタリック」を、「F」には「ダークエメラルドマイカ」をそれぞれ追加。2トーンのパターンバリエーションも変更となったことで、2トーン専用色（「C」専用色の「フレッシュグリーンメタリック」、「F」専用色の「シャイニングレッド」）の設定が廃止された。
また、「C G"SA III"」、「C Gターボ"SA III"」、「F G"SA III"」、「F Gターボ"SA III"」には、ブラック調インテリア、レザー調シート・ドアトリム、シートヒーター、SRSサイドエアバッグなどを装備した「プライムセレクション」を新設した。
2020年3月31日
OEM元のキャストアクティバ/スポーツの生産終了に伴ってC・Sの生産が終了され、Fのみに集約された。
2020年5月1日（補足）
東京都を除く全ての地域での全車種併売化に伴い、トヨタ店・トヨペット店での取扱地域が全国に拡大された。
2020年9月
仕様変更（公式発表なし）。
WLTCモードによる燃料消費率並びに排出ガスに対応（NA車はJC08モードにおける燃料消費率も併記）し、NA車は「平成30年排出ガス基準50%低減レベル（☆☆☆☆）」認定を取得したが、JC08モードにおける燃料消費率が低下したため、駆動方式を問わず2020年度燃費基準達成となった。ターボ車は平成30年排出ガス規制適合・燃費基準未達成となった為、バックドアウィンドゥ右下に装着されていた「低排出ガス車」及び「燃費基準達成車」ステッカーが装着されなくなった。併せて、ボディカラーの設定が変更され、パール系（メーカーオプション）は「パールホワイトIII」から「シャイニングホワイトパール」へ差し替えられ、「ディープブルークリスタルマイカ（メーカーオプション）」が廃止された。
2021年5月10日
仕様変更（公式発表なし）。
オートライトを運転中常に作動する仕様に変更。また、NA車は2030年度燃費基準優良車となり、NA・2WD車は「2030年度燃費基準燃費基準70%達成」、NA・4WD車は「同65%達成」となった。
2022年7月25日
ピクシスエポックと共に一部改良。車外騒音規制などの法規対応を行うのみで、性能・装備・グレード体系は従来通りとなる。
2023年4月10日
同年6月上旬をもって生産を終了することが発表された。OEM元のキャストスタイルも同時期をもって生産終了となる。
2023年6月30日
生産終了。OEM元のキャストと共に公式ホームページも削除された。以降は在庫販売のみとなる。
2023年7月31日
販売終了。今後の需要は既存の2代目ピクシスエポック（2代目ダイハツ・ミライースのOEM）がその役割を担うこととなった。

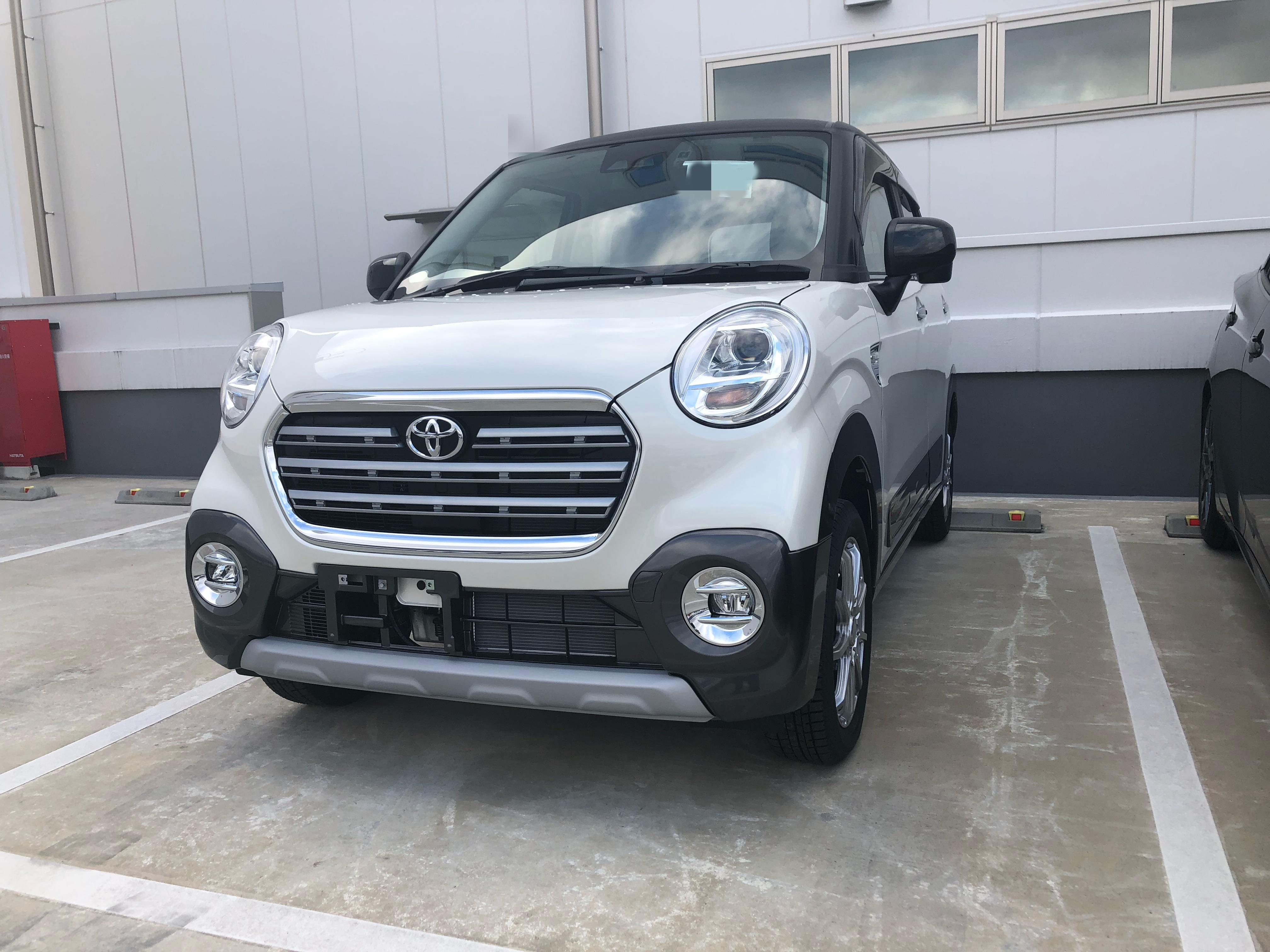
2017年10月改良型 C フロント
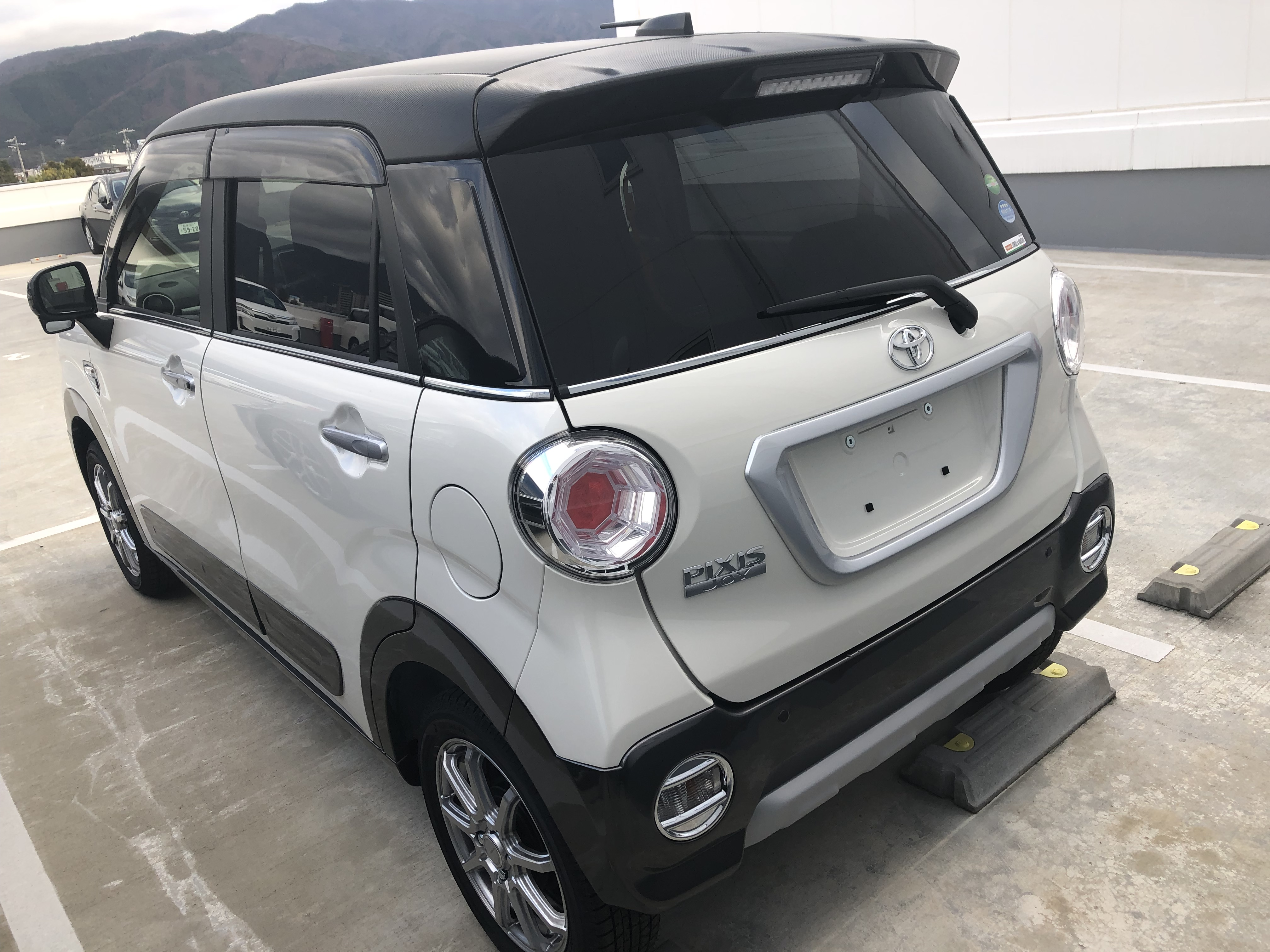
2017年10月改良型 C リア

## 車名の由来
- ピクシス - 「いたずら好きな小妖精」を意味する英語のpixieからの造語。
- ジョイ - 英語で「喜び」、または「嬉しい」を意味する。

## 2020年4月30日までの取扱店舗
- トヨタカローラ店
- ネッツ店
- トヨタモビリティ東京（旧東京トヨタ自動車、旧東京トヨペットの店舗についてはトヨタモビリティ東京へ統合した2019年4月以降）

なお、他の「ピクシス」シリーズ同様、軽自動車市場比率の高い地域で取扱希望のあった青森県、秋田県、鳥取県、島根県、四国地区（東かがわトヨタ自動車販売を除く。5月1日以降も引き続き取り扱わない）、福岡県を除く九州・沖縄地区においては、トヨタ店、トヨペット店を含めた全てのトヨタ車両販売店での取り扱いとなっていた。
展示については、取扱店舗から選定された「ピクシス・ステーション」と呼ばれる一部店舗に限られる。